# Elena Ferrante
Elena Ferrante är en pseudonym som används av en italiensk författare som valt att vara anonym. Hon är främst känd via sin romansvit Neapelkvartetten (2011–2014), med handlingen förlagd till efterkrigstidens Neapel och med väninnorna Elena och Lila som huvudpersoner.

## Författarskap
Ferrante debuterade 1992. Sedan dess har hon skrivit ett tiotal böcker som har översatts till många olika språk.
Hon fick ett internationellt genombrott med romansviten Neapelkvartetten, vars första del Min fantastiska väninna (i original L'amica geniale) utkom på svenska 2016. Efter översättningen av den sista delen, Storia della bambina perduta, till engelska fick hon lysande recensioner i anglosaxisk press och ansågs vara den första italienska författare på decennier som vore värdig ett Nobelpris.
Romansviten följer två väninnor, Elena och Lila, genom livet från deras uppväxt i ett fattigt kvarter i Neapel på 1950- och 1960-talen. Första delen skildrar barndom och tonår, andra ungdomsår, tredje åren mitt i livet, medan den fjärde delen skildrar medelålder och åldrande.
I oktober 2016 uppgav The New York Review of Books tillsammans med flera andra kulturtidskrifter att personen bakom pseudonymen Elena Ferrante med stor sannolikhet är den italienska översättaren Anita Raja.

### Italienska originalutgåvor

#### Romaner
- L'amore molesto. Roma: Edizioni e/o. 1992. Libris 18005821. ISBN 9788876419935
- I giorni dell'abbandono. Dal mondo. Roma: Edizioni e/o. 2002. Libris 8514396. ISBN 88-7641-486-X
- La figlia oscura. Dal mondo. Roma: Edizioni e/ o. 2006. Libris 11460285. ISBN 9788866326427
- L'amica geniale : infanzia, adolescenza ; [Volume primo]. 1. Dal mondo. Roma: Edizione e/o. 2011. Libris 14676300. ISBN 9788866320326
- Storia del nuovo cognome : giovinezza ; L'amica geniale - Volume secondo. 2. Dal mondo. Roma: Edizioni e/o. 2012. Libris 14660149. ISBN 9788866321811
- Storia di chi fugge e di chi resta ; L'amica geniale  : tempo di mezzo volume terzo. Dal mondoL'amica geniale ; 3. Roma: Edizioni e/o. 2013. Libris 18403181. ISBN 9788866324119
- Storia della bambina perduta : maturitá - vecchiaia ; L'amica geniale - Volume quarto [e ultimo]. 4. Dal mondo. Roma: Edizioni e/o. 2014. Libris 18403271. ISBN 9788866325512
- La vita bugiarda degli adulti. Dal mondo. Roma: e/o. 2019[2019]. Libris 4fvrkq3b2qfz43pf. ISBN 9788833571683

#### Barnbok
- La spiaggia di notte (2007)

#### Essäer
- La frantumaglia. Roma: Edizioni e/o. 2003. Libris 19785281. ISBN 978-88-7641-575-3
- L'invenzione occasionale (2019)

### Svenska översättningar
- Neapelkvartetten
  -  Min fantastiska väninna : barndom och tonår. Neapelkvartetten ; 1. Stockholm: Norstedt. 2016. Libris 18542105. ISBN 9789113061719
  -  Hennes nya namn : ungdomsår. Neapelkvartetten ; 2. Stockholm: Norstedt. 2016. Libris 19404518. ISBN 9789113069753
  -  Den som stannar, den som går : åren mitt i livet. Neapelkvartetten ; 3. Stockholm: Norstedt. 2016. Libris 19738519. ISBN 9789113069760
  -  Det förlorade barnet : medelålder och åldrande. Neapelkvartetten ; 4. Stockholm: Norstedts. 2017. Libris 20016499. ISBN 9789113076263
- Stranden om natten. Stockholm: Rabén & Sjögren. 2017. Libris 20020327. ISBN 9789129703894
- Tre berättelser om kärlek
  -  Dagar av ensamhet. Tre berättelser om kärlek ; 1. [Stockholm]: Norstedts. 2017. Libris 20750528. ISBN 9789113076270
  -  Plågsam kärlek. Tre berättelser om kärlek ; 2. [Stockholm]: Norstedts. 2018. Libris 21699884. ISBN 9789113076256
  -  Skuggan av en dotter. Tre berättelser om kärlek ; 3. [Stockholm]: Norstedts. 2018. Libris 22413499. ISBN 9789113076249
- Ferrante om Ferrante : essäer, artiklar och intervjuer. Norstedts. 2019. Libris fpzn881lcbj4rgs6. ISBN 9789113090474
- De vuxnas lögnaktiga liv. Norstedts. 2020.